# Center Junction (Iowa)
Center Junction es una ciudad situada en el condado de Jones, en el estado de Iowa, Estados Unidos. Según el censo de 2010 tenía una población de 111 habitantes.

## Geografía
Según la Oficina del Censo de los Estados Unidos, la localidad tiene un área total de 1,42 km², la totalidad de los cuales 1,42 km² corresponden a tierra firme.

## Demografía
Según el censo de 2010, había 111 personas residiendo en la localidad. La densidad de población era de 78,17 hab./km². Había 58 viviendas con una densidad media de 40,85 viviendas/km². El 100% de los habitantes eran blancos. El 4,5% de la población eran hispanos o latinos de cualquier raza.